# Joma

Jomas logotyp

Joma är en tillverkare av sportutrustning. Joma grundades 1965 i Spanien och sponsrar bland annat Costa Ricas fotbollslandslag och Charlton Athletic FC.